# Траверс (альпінізм)
Траверс — в альпінізмі і гірському туризмі під траверсом розуміють курс, перпендикулярний до напрямку підйому (спуску) на горі.
«Проходити траверс (ом)» — рухатися по схилу гори без набору і втрати висоти, тобто «убік» від принципової лінії маршруту. Таким чином нерідко можна обійти важкі ділянки.
Траверс вершин в альпінізмі — проходження двох або більше вершин, причому спуск з попередньої вершини повинен проходити в напрямку подальшої.
У гірськолижників і сноубордистів траверс — це напрямок спуску навскіс, упоперек схилу, синонім поняття «косий спуск».